# Genoa 1893 1994-1995
Questa voce raccoglie le informazioni riguardanti il Genoa 1893 nelle competizioni ufficiali della stagione 1994-1995.

## Stagione
Nella stagione 1994-1995 per la prima volta nella storia del massimo campionato italiano la vittoria assegna tre punti e non più due, come da sempre prima, nel mondo del calcio. Il Genoa con 40 punti si piazza in quart'ultima posizione, con gli stessi punti del Padova. Essendo quattro le retrocessioni, si rende necessario uno spareggio, che il 10 giugno 1995 a Firenze il Genoa perde contro i biancoscudati veneti (5-4) dopo i calci di rigore, lo spareggio sul campo era terminato (1-1). Retrocede così in Serie B, con le già condannate Brescia, Reggiana e Foggia. Si sono succeduti tre allenatori sulla panca del grifone, senza riuscire a raggiungere l'obiettivo della permanenza nella massima serie, come capita talvolta nelle annate storte. Anche per questa stagione il miglior realizzatore genoano è stato il ceco Tomas Skuhravy autore di 14 reti, 2 nella Coppa Italia e 12 in campionato. Nella Coppa Italia i rossoblù entrano in scena nel secondo turno eliminando nel doppio confronto il Cesena con due vittorie, mentre nel terzo turno lasciano il passo nel torneo alla Roma, sconfitta a Marassi (2-0), ma che all'Olimpico ribalta il punteggio con un (3-0).

## Organigramma societario
Area direttiva
- Presidente: Aldo Spinelli

Area tecnica
- Allenatore: Franco Scoglio, poi Giuseppe Marchioro, poi Claudio Maselli
- Preparatore atletico: Michele Palmieri

## Divise
Lo sponsor ufficiale per la stagione 1994-1995 fu Kenwood, mentre il fornitore di materiale tecnico fu Erreà.
| Prima divisa | Seconda divisa | 1ª Portiere |

## Rosa
| N. |                   | Ruolo | Calciatore                   |
| -- | ----------------- | ----- | ---------------------------- |
|    | Italia (bandiera) | P     | Davide Micillo               |
|    | Italia (bandiera) | P     | Ruggero Speranza             |
|    | Italia (bandiera) | P     | Gianpaolo Spagnulo           |
|    | Italia (bandiera) | P     | Gabriele Spinetta            |
|    | Italia (bandiera) | P     | Stefano Tacconi              |
|    | Italia (bandiera) | D     | Nicola Caricola              |
|    | Italia (bandiera) | D     | Davide Cremonesi             |
|    | Italia (bandiera) | D     | Daniele Delli Carri          |
|    | Italia (bandiera) | D     | Gianluca Francesconi         |
|    | Italia (bandiera) | D     | Giovanni Francini            |
|    | Italia (bandiera) | D     | Fabio Galante                |
|    | Italia (bandiera) | D     | Matteo Rossi                 |
|    | Italia (bandiera) | D     | Gianluca Signorini           |
|    | Italia (bandiera) | D     | Vincenzo Torrente (capitano) |
|    | Italia (bandiera) | D     | Alessandro Turone            |
|    | Italia (bandiera) | C     | Alessio Balducci             |

| N. |                        | Ruolo | Calciatore             |
| -- | ---------------------- | ----- | ---------------------- |
|    | Italia (bandiera)      | C     | Mario Bortolazzi       |
|    | Italia (bandiera)      | C     | Antonio Manicone       |
|    | Italia (bandiera)      | C     | Dario Marcolin         |
|    | Italia (bandiera)      | C     | Roberto Onorati        |
|    | Italia (bandiera)      | C     | Gennaro Ruotolo        |
|    | Italia (bandiera)      | C     | Pier Giovanni Rutzittu |
|    | Italia (bandiera)      | C     | Elio Signorelli        |
|    | Paesi Bassi (bandiera) | C     | John van 't Schip      |
|    | Italia (bandiera)      | A     | Roberto Castorina      |
|    | Italia (bandiera)      | A     | Massimo Ciocci         |
|    | Giappone (bandiera)    | A     | Kazuyoshi Miura        |
|    | Italia (bandiera)      | A     | Marco Nappi            |
|    | Italia (bandiera)      | A     | Michele Padovano       |
|    | Italia (bandiera)      | A     | Mirko Pagliarini       |
|    | Rep. Ceca (bandiera)   | A     | Tomáš Skuhravý         |

## Calciomercato
| Acquisti | Acquisti            | Acquisti | Acquisti   |
| R.       | Nome                | da       | Modalità   |
| -------- | ------------------- | -------- | ---------- |
| D        | Daniele Delli Carri | Torino   | definitivo |
| C        | Antonio Manicone    | Inter    | prestito   |
| C        | Dario Marcolin      | Cagliari | prestito   |

| Cessioni | Cessioni         | Cessioni | Cessioni   |
| R.       | Nome             | a        | Modalità   |
| -------- | ---------------- | -------- | ---------- |
| P        | Stefano Tacconi  | -        | svincolato |
| A        | Marco Nappi      | Brescia  | prestito   |
| A        | Michele Padovano | Reggiana | definitivo |

## Risultati

### Serie A

#### Girone di andata
| Arbitro: | Quartuccio (Torre Annunziata) |

|            |           |  |
| Simone 53’ | Marcatori |  |

| Arbitro: | Bettin (Padova) |

|                       |           |               |
| A. Malusci 78’ (aut.) | Marcatori | 25’ Batistuta |

| Arbitro: | Boggi (Salerno) |

|                           |           |  |
| Balbo 8’, 56’ Fonseca 89’ | Marcatori |  |

| Arbitro: | Cinciripini (Ascoli Piceno) |

|                                              |           |                                |
| Nappi 8’ Bortolazzi 43’ Cannavaro 59’ (aut.) | Marcatori | 22’ Buso 31’ Policano 83’ Cruz |

| Arbitro: | Bolognino (Milano) |

|                               |           |           |
| Skuhravy 24’, 82’ Onorati 38’ | Marcatori | 47’ Futre |

| Arbitro: | Pairetto (Nichelino) |

|           |           |                             |
| Gallo 79’ | Marcatori | 7’ Skuhravy 90’ Delli Carri |

| Arbitro: | Braschi (Prato) |

|                     |           |                       |
| Marcolin 66’ (rig.) | Marcatori | 78’ Negro 88’ Signori |

| Arbitro: | Treossi (Forlì) |

|                                   |           |                 |
| Protti 7’, 57’ Tovalieri 10’, 90’ | Marcatori | 62’ Van't Schip |

| Arbitro: | Collina (Viareggio) |

|                             |           |                |
| Van't Schip 14’ Ruotolo 65’ | Marcatori | 44’ Delvecchio |

| Arbitro: | Cardona (Milano) |

|              |           |  |
| Pusceddu 83’ | Marcatori |  |

| Arbitro: | Treossi (Forlì) |

|  |           |                |
|  | Marcatori | 37’ A. Tentoni |

| Arbitro: | Ceccarini (Livorno) |

|                                         |           |                       |
| Vierchowod 15’ Lombardo 24’ Maspero 83’ | Marcatori | 14’ Miura 87’ Galante |

| Genova 11 dicembre 1994 13ª giornata | Genoa           | 0 – 0 referto | Parma | Stadio Luigi Ferraris\| Arbitro: \| Boggi (Salerno) \| |
| Arbitro:                             | Boggi (Salerno) |               |       |                                                        |

| Arbitro: | Rodomonti (Teramo) |

|               |           |             |
| Ravanelli 76’ | Marcatori | 88’ Galante |

| Arbitro: | Bolognino (Milano) |

|                                 |           |             |
| P. Bresciani 60’ Cappellini 77’ | Marcatori | 68’ Onorati |

| Arbitro: | D. Messina (Bergamo) |

|                              |           |           |
| Van't Schip 28’ Manicone 90’ | Marcatori | 76’ Kreek |

| Torino 22 gennaio 1995 17ª giornata | Torino          | 0 – 0 referto | Genoa | Stadio delle Alpi\| Arbitro: \| Nicchi (Arezzo) \| |
| Arbitro:                            | Nicchi (Arezzo) |               |       |                                                    |

#### Girone di ritorno
| Arbitro: | Beschin (Legnago) |

|                     |           |             |
| Skuhravy 45’ (rig.) | Marcatori | 83’ Panucci |

| Arbitro: | Trentalange (Torino) |

|                                  |           |                     |
| Batistuta 23’, 57’ Rui Costa 26’ | Marcatori | 37’ (rig.) Skuhravy |

| Arbitro: | Pairetto (Nichelino) |

|              |           |  |
| Skuhravy 15’ | Marcatori |  |

| Arbitro: | Amendolia (Messina) |

|            |           |  |
| Rincon 36’ | Marcatori |  |

| Arbitro: | Stafoggia (Pesaro) |

|  |           |              |
|  | Marcatori | 32’ Skuhravy |

| Arbitro: | Nicchi (Arezzo) |

|              |           |  |
| Skuhravy 90’ | Marcatori |  |

| Arbitro: | Ceccarini (Livorno) |

|                                            |           |  |
| Bacci 10’ Chamot 19’ Fuser 44’ Di Vaio 56’ | Marcatori |  |

| Arbitro: | Bazzoli (Merano) |

|             |           |                      |
| Onorati 15’ | Marcatori | 61’ (rig.) Tovalieri |

| Arbitro: | Rodomonti (Teramo) |

|                               |           |  |
| Delvecchio 30’ Ruben Sosa 75’ | Marcatori |  |

| Arbitro: | Trentalange (Torino) |

|              |           |                 |
| Skuhravy 75’ | Marcatori | 63’ Dely Valdes |

| Arbitro: | Cinciripini (Ascoli Piceno) |

|                                            |           |                     |
| Chiesa 38’ (66), rig.’ A. Tentoni 75’, 90’ | Marcatori | 49’ (rig.) Marcolin |

| Arbitro: | Ceccarini (Livorno) |

|                                     |           |           |
| Van't Schip 68’ Skuhravy 76’ (rig.) | Marcatori | 53’ Platt |

| Parma 7 maggio 1995 30ª giornata | Parma           | 0 – 0 referto | Genoa | Stadio Ennio Tardini\| Arbitro: \| Braschi (Prato) \| |
| Arbitro:                         | Braschi (Prato) |               |       |                                                       |

| Arbitro: | Collina (Viareggio) |

|  |           |                                                         |
|  | Marcatori | 52’ (rig.) R. Baggio 62’ Ravanelli 80’ Jarni 90’ Vialli |

| Arbitro: | Pairetto (Nichelino) |

|                                          |           |  |
| Van't Schip 23’ Skuhravy 61’ Ruotolo 80’ | Marcatori |  |

| Arbitro: | Amendolia (Messina) |

|              |           |             |
| Gabrieli 70’ | Marcatori | 55’ Ruotolo |

| Arbitro: | Bazzoli (Merano) |

|              |           |  |
| Skuhravy 49’ | Marcatori |  |

### Spareggio Salvezza
| Arbitro: | Ceccarini (Livorno) |

|                                               |                      |                                                          |
| Vlaovic 19’                                   | Marcatori            | 29’ Skuhravy                                             |
| Fontana Cuicchi Perrone Vlaovic Balleri Kreek | Tiri di rigore 5 – 4 | Van't Schip Ruotolo Marcolin Bortolazzi Skuhravy Galante |

### Coppa Italia
| Arbitro: | Nicchi (Arezzo) |

|  |           |                    |
|  | Marcatori | 69’ (rig.) Ruotolo |

| Arbitro: | Brignoccoli (Ancona) |

|                  |           |  |
| Skuhravy 9’, 60’ | Marcatori |  |

| Arbitro: | Nicchi (Arezzo) |

|                         |           |  |
| Castorina 57’ Nappi 76’ | Marcatori |  |

| Arbitro: | Amendolia (Messina) |

|                            |           |  |
| Totti 22’ Fonseca 77’, 85’ | Marcatori |  |

## Statistiche

### Statistiche di squadra
| Competizione | Punti | In casa | In casa | In casa | In casa | In casa | In casa | In trasferta | In trasferta | In trasferta | In trasferta | In trasferta | In trasferta | Totale | Totale | Totale | Totale | Totale | Totale | DR  |
| Competizione | Punti | G       | V       | N       | P       | Gf      | Gs      | G            | V            | N            | P            | Gf           | Gs           | G      | V      | N      | P      | Gf     | Gs     | DR  |
| ------------ | ----- | ------- | ------- | ------- | ------- | ------- | ------- | ------------ | ------------ | ------------ | ------------ | ------------ | ------------ | ------ | ------ | ------ | ------ | ------ | ------ | --- |
| Serie A      | 40    | 17      | 8       | 6       | 3       | 23      | 18      | 17           | 2            | 4            | 11           | 11           | 31           | 34     | 10     | 10     | 14     | 34     | 49     | -15 |
| Coppa Italia |       | 2       | 2       | 0       | 0       | 4       | 0       | 2            | 1            | 0            | 1            | 1            | 3            | 4      | 3      | 0      | 1      | 5      | 3      | +2  |
| Totale       |       | 19      | 10      | 6       | 3       | 27      | 18      | 19           | 3            | 4            | 12           | 12           | 34           | 38     | 13     | 10     | 15     | 39     | 52     | -13 |

### Statistiche dei giocatori
| Giocatore          | Serie A  | Serie A | Serie A     | Serie A    | Coppa Italia | Coppa Italia | Coppa Italia | Coppa Italia | Totale   | Totale | Totale      | Totale     |
| Giocatore          | Presenze | Reti    | Ammonizioni | Espulsioni | Presenze     | Reti         | Ammonizioni  | Espulsioni   | Presenze | Reti   | Ammonizioni | Espulsioni |
| ------------------ | -------- | ------- | ----------- | ---------- | ------------ | ------------ | ------------ | ------------ | -------- | ------ | ----------- | ---------- |
| M. Bortolazzi      | 31       | 1       | ?           | ?          | 3            | 0            | ?            | ?            | 34       | 1      | ?           | ?          |
| N. Caricola (II)   | 24       | 0       | ?           | ?          | -            | -            | -            | -            | 24       | 0      | 0+          | 0+         |
| R. Castorina       | 2        | 0       | ?           | ?          | 1            | 1            | ?            | ?            | 3        | 1      | ?           | ?          |
| M. Ciocci          | 4        | 0       | ?           | ?          | -            | -            | -            | -            | 4        | 0      | 0+          | 0+         |
| D. Delli Carri     | 21       | 1       | ?           | ?          | 2            | 0            | ?            | ?            | 23       | 1      | ?           | ?          |
| G. Francesconi     | 12       | 0       | ?           | ?          | -            | -            | -            | -            | 12       | 0      | 0+          | 0+         |
| G. Francini        | 6        | 0       | ?           | ?          | 3            | 0            | ?            | ?            | 9        | 0      | ?           | ?          |
| F. Galante         | 30       | 2       | ?           | ?          | 4            | 0            | ?            | ?            | 34       | 2      | ?           | ?          |
| A. Manicone        | 25       | 1       | ?           | ?          | 2            | 0            | ?            | ?            | 27       | 1      | ?           | ?          |
| D. Marcolin        | 22       | 2       | ?           | ?          | 4            | 0            | ?            | ?            | 26       | 2      | ?           | ?          |
| D. Micillo         | 18       | -21     | ?           | ?          | 2            | -3           | ?            | ?            | 20       | -24    | ?           | ?          |
| K. Miura           | 21       | 1       | ?           | ?          | 1            | 0            | ?            | ?            | 22       | 1      | ?           | ?          |
| M. Nappi           | 9        | 1       | ?           | ?          | 4            | 1            | ?            | ?            | 13       | 2      | ?           | ?          |
| R. Onorati         | 29       | 3       | ?           | ?          | 2            | 0            | ?            | ?            | 31       | 3      | ?           | ?          |
| M. Padovano        | 2        | 0       | ?           | ?          | 1            | 0            | ?            | ?            | 3        | 0      | ?           | ?          |
| M. Pagliarini      | 1        | 0       | ?           | ?          | -            | -            | -            | -            | 1        | 0      | 0+          | 0+         |
| S. Pasticcio       | 1        | 0       | ?           | ?          | -            | -            | -            | -            | 1        | 0      | 0+          | 0+         |
| M. Rossi           | 2        | 0       | ?           | ?          | -            | -            | -            | -            | 2        | 0      | 0+          | 0+         |
| G. Ruotolo         | 33       | 3       | ?           | ?          | 3            | 1            | ?            | ?            | 36       | 4      | ?           | ?          |
| E. Signorelli (II) | 2        | 0       | ?           | ?          | -            | -            | -            | -            | 2        | 0      | 0+          | 0+         |
| G. Signorini       | 22       | 0       | ?           | ?          | 3            | 0            | ?            | ?            | 25       | 0      | ?           | ?          |
| T. Skuhravy        | 31       | 12      | ?           | ?          | 2            | 2            | ?            | ?            | 33       | 14     | ?           | ?          |
| G. Spagnulo        | 7        | -6      | ?           | ?          | -            | -            | -            | -            | 7        | -6     | 0+          | 0+         |
| S. Tacconi         | 12       | -22     | ?           | ?          | 2            | 0            | ?            | ?            | 14       | -22    | ?           | ?          |
| V. Torrente        | 29       | 0       | ?           | ?          | 4            | 0            | ?            | ?            | 33       | 0      | ?           | ?          |
| J. Van't Schip     | 33       | 5       | ?           | ?          | 4            | 0            | ?            | ?            | 37       | 5      | ?           | ?          |